# یار در خانه
یار در خانه فیلمی به کارگردانی و نویسندگی خسرو سینایی ساختهٔ سال ۱۳۶۶ است.

## خلاصه داستان
سهراب پس از مشاهدهٔ فیلمی در تلویزیون که بر اساس مهاجرت لهستانی‌ها در جنگ جهانی دوم به ایران ساخته شده‌است، تصمیم می‌گیرد به دنبال بستگانش که گمان می‌کند لهستانی‌تبار هستند، بگردد.

## بازیگران
- رضا صابری
- احمد فخر
- آنا بورکوسکا
- فریدون صلاحی
- احمد رضاییان
- مرضیه منصوری
- سهراب سرابی
- عباس جلالی
- یوسف اسدیان
- مجید رامیاد
- محمدرضا فتحی
- علیرضا عیسی پور
- مرتضی ربیعی
- سیروس حقیقی
- علیرضا کاروریانی
- یداله شکیبایی
- حسن امین صالحی
- رؤیا نونهالی